# اختبار إلينوي للنتروجين في التربة
اختبار إلينوي للنتروجين في التربة ("ISNT") هو طريقة لقياس كمية النيتروجين في التربة المتاحة للاستخدام من قبل النباتات كمغذيات. يتنبأ الاختبار بما إذا كانت إضافة الأسمدة النيتروجينية إلى الأراضي الزراعية ستؤدي إلى زيادة غلة المحاصيل.
النيتروجين ضروري لتنمية النبات. في الواقع، بالنسبة للمحاصيل التي يُقصد بها أن تكون غذاءً لحيوانات المزرعة أو للاستهلاك البشري، يعد دمج النيتروجين في المحصول هدفًا مهمًا، لأن هذا يشكل أساس البروتين في النظام الغذائي للإنسان.
يوجد النيتروجين بشكل شائع في التربة بأشكال عديدة، وهناك طرق عديدة لقياس هذا النيتروجين. لا يعتبر أي منها مرضيًا تمامًا كمقياس للنيتروجين المتاح لاستخدام المحاصيل. اختبار إلينوي للنتروجين في التربة هي طريقة جديدة (2007) لقياس النيتروجين المتاح لامتصاص النبات.
يقدر اختبار إلينوي للنتروجين في التربة كمية النيتروجين الموجودة في التربة على شكل نيتروجين سكر أميني. فيما يتعلق بالذرة وفول الصويا، يبدو أن النطاق الأمثل لنمو النبات يتراوح بين 225 إلى 240 ميليغرام/كجم. هناك حاجة إلى شكل من أشكال الأسمدة النيتروجينية إذا كانت المستويات أقل من هذا النطاق. من ناحية أخرى، إذا كانت المستويات أعلى من هذا النطاق، فإن إضافة الأسمدة النيتروجينية لن تزيد من غلة المحاصيل.
في حزام الذرة، منذ حوالي عام 1975، كانت الطريقة السائدة لتقدير كمية النيتروجين اللازمة للذرة هي الطريقة «القائمة على المحصول». يقدر المزارع أولاً محصول الذرة الذي ينوي إنتاجه. ثم قام بتطبيق 1.1 إلى 1.4 رطل من النيتروجين لكل بوشل من العائد المتوقع. يمثل اختبار إلينوي للنتروجين في التربة نهجًا بديلاً لإدارة تطبيق النيتروجين. ومع ذلك، لا يقدم اختبار إلينوي للنتروجين في التربة إجابة بسيطة عن كمية الأسمدة النيتروجينية المطلوبة، أو الشكل الأمثل لذلك السماد.
في التجارب الميدانية في إلينوي، تم العثور على بعض الحقول لتكون ناقصة التخصيب عندما تدار وفقًا للطريقة «القائمة على الغلة»، وفقًا لتقدير اختبار إلينوي للنتروجين في التربة. ومع ذلك، في معظم التجارب، تتطلب الطريقة القائمة على الغلة إضافة النيتروجين بشكل يتجاوز بكثير المستويات المطلوبة لإنتاج المحاصيل الأمثل. هذا النيتروجين، الذي يطبقه المزارعون بتكلفة باهظة، لا يجد طريقه إلى المحصول، ولكنه يضيع في الغلاف الجوي أو يتسرب إلى المجاري المائية.
داخل حزام الذرة، تُترك السيقان وبقايا المحاصيل الأخرى في الحقل بهدف تعزيز كمية المواد العضوية في التربة. ومع ذلك، يبدو أن الاستخدام المفرط للنيتروجين يعزز التحلل السريع للمواد العضوية في التربة، مما يؤدي إلى إطلاق ثاني أكسيد الكربون. نتيجة لذلك، يبدو أن كمية المواد العضوية في التربة المدارة وفقًا للطريقة القائمة على الغلة في حزام الذرة تتناقص على الرغم من الكميات الكبيرة من بقايا المحاصيل المتبقية في الحقول.